# Phaphund
Phaphund es una pueblo y nagar Panchayat situada en el distrito de Auraiya en el estado de Uttar Pradesh (India). Su población es de 17637 habitantes (2011). 

## Demografía
Según el  censo de 2001 la población de Phapund era de 24549 habitantes, de los cuales el 53% eran hombres y el 47% eran mujeres. Phaphund tiene una tasa media de alfabetización del 62%, superior a la media nacional del 59,5%: la alfabetización masculina es del 67%, y la alfabetización femenina del 56%.